# Крымский инженерно-педагогический университет
Крымский инженерно-педагогический университет имени Февзи Якубова (укр. Кримський інженерно-педагогічний університет, крымскотат. Qırım müendislik-pedagogika universiteti) — высшее учебное заведение Симферополя, основанное в 1993 году с учётом потребностей возвращающихся из депортации крымских татар. Преподавание ведётся на крымскотатарском, русском и украинском языках.

## Названия
- 15 июня 1993 — Крымский государственный индустриально-педагогический институт
- 14 января 2003 — Крымский государственный инженерно-педагогический университет
- 12 апреля 2005 — Крымский инженерно-педагогический университет
- 2 сентября 2019 — Крымский инженерно-педагогический университет имени Февзи Якубова

## История
Идея создания крымскотатарского вуза в Крыму в условиях начала процесса возвращения крымских татар из мест депортации возникла у профессора Ташкентского политехнического института Февзи Якубова в конце 1980-х. Поддержку организации нового вуза оказали Президент Академии наук Украины Борис Патон, первый секретарь Крымского обкома КПУ Николай Багров и председатель госкомитета СССР по народному образованию Геннадий Ягодин. В апреле 1991 года в Крыму состоялась научная конференция по теме «Проблемы экономики Крыма и участие в них крымскотатарских учёных», по итогам которой было принято решение об открытии нового крымскотатарского вуза.
В итоге решение о создании Крымского государственного индустриально-педагогического института Совет министров Крыма принял 15 июня 1993 года. Первым ректором 21 июня 1993 года был назначен Февзи Якубов. Первый государственный заказ на приём 325 студентов очной и заочной форм был установлен 9 апреля 1994 года. Набор осуществлялся по специальностям: «Педагогика и психология дошкольного обучения», «Педагогика и методика начального обучения», «Крымскотатарский язык и литература», «Трудовое обучение»; «Бухгалтерский учёт и аудит» и «Информатика».
На момент открытия главной проблемой вуза стало отсутствие материально-технической базы и нехватка площадей. Учебный процесс проходил на базе ПТУ-25, ВПУ-26 и других учебных заведений Крыма. Приказом Министерства образования Крыма от 11 июля 1997 года в структуру вуза было включено Симферопольское педагогическое училище, ставшее инженерно-педагогическим колледжем. В октябре 1996 года при участии президента Украины Леонида Кучмы и председателя Совета министров Крыма Аркадия Демиденко Кабинет министров Украины принял решение передать институту учебные корпуса Симферопольского высшего военно-политического строительного училища.
Постановлением Совета министров Крыма от 14 января 2003 года вуз был реорганизован в Крымский государственный инженерно-педагогический университет. В 2005 году вуз стал стал республиканским высшим учебным заведением и получил наименование «Крымский инженерно-педагогический университет». По состоянию на 2013 год КИПУ получал государственное финансирование в размере около 50 миллионов гривен.
После аннексии Крыма Россией, в отличие от большинства высших учебных заведений полуострова, КИПУ не вошёл в состав Крымского федерального университета. В ноябре 2016 года Февзи Якубов покинул пост ректора КИПУ и занял почётную должность «президент университета», а на новым ректором вуза был назначен его сын — Чингиз Якубов. 2 сентября 2019 года в связи с кончиной Февзи Якубова КИПУ было присвоено его имя.
По состоянию на 2018 год преподавателями КИПУ было защищено 22 докторских и 186 кандидатских диссертаций.

## Структура
КИПУ состоит из 7 факультетов и 31 кафедры (информация на 2013 год). В состав университета входит научно-исследовательский институт крымскотатарской филологии, истории и культуры этносов Крыма, инженерно-педагогический колледж. Научная библиотека КИПУ состоит из 130 тысяч книг. С 2004 году функционирует филиал КИПУ в Керчи. В 2017 году были открыты кафедры на предприятиях «Артек», ООО «Залив», ООО «Камаз» и заводе «Пневматика».
В университете работает 448 преподавателей (248 с учеными степенями и званиями и 300 человек управленческого, учебно-вспомогательного и инженерно-технического персонала). По словам ректора Февзи Якубов к 2008 году крымские татары среди преподавателей КИПУ составляли около 60 %. В 2009 году был открыт специализированный ученый совет КИПУ.
В 2000 году Президент Украины Леонид Кучма поручил начать работу по открытию Центра полиэтнической культуры молодёжи. В 2013 году финансирование строительства центра было запланировано Турецким агентством по сотрудничеству и координации по распоряжению премьер-министра Турции Реджепа Эрдогана. В итоге строительство было начато в 2016 году. Строительство центра оценивалось 747 миллионов рублей. В состав центра будет входить студенческое общежитие на 725 комнат. На конец 2020 года строительство Центра не ведется.

## Студенты и выпускники
К 2013 году в КИПУ обучалось более 5000 студентов. По словам ректора Февзи Якубова по состоянию на 2008 год крымских татар среди студентов вуза было около 50 %. В 2014 году крымские татары, среди поступивших на первый курс КИПУ, составили 48,33 % (291 человек). По состоянию на 2013 год КИПУ окончило более 18 тысяч человек. Первый выпуск по сокращённой программе обучения состоялся в 1997 году. Полный выпуск выпуск впервые прошёл в 1999 году.
В 2005 году на заочное отделение филологического факультета КИПУ поступил 74-летний бывший муфтий мусульман Крыма Нури Мустафаев, став самым пожилым студентом Украины. Одной из причин начала учёбы стало непризнание его знаний и трудов другими исламскими деятелями. В 2010 году он окончил бакалавриат и поступил в магистратуру КИПУ.

## Монументы
Справа от центрального входа в КИПУ установлен скульптурный комплекс «Возрождение» в знак благодарности узбекскому и украинскому народам, проявившим участие к судьбе крымских татар. За разработку монумента Азиз Абдуллаев (автор оформления), Айдер Алиев (скульптор), Ибрагим-Герей Нагаев (главный архитектор), Зарема Нагаева (архитектор), Февзи Якубов (автор концепции) были удостоены Национальной премии Украины имени Тараса Шевченко.
Также в КИПУ установлен постамент «Будущему Нобелевскому лауреату».

## Рейтинги
В рейтинге самых востребованных вузов России за 2017 год КИПУ занял 52 место из 69 в категории наиболее востребованных гуманитарных вузов.

## Ректоры
- Февзи Якубов (1993—2016)
- Чингиз Якубов (2016—н. в.)

## Почётные профессора
Почётными профессорами КИПУ являются:
- Миркаримов Тулкун (1999)
- Кырымлы Ахмед Ихсан (2000)
- Кучма Леонид (2002)
- Джемилев Мустафа (2003)
- Эрдоган Реджеп (2004)
- Глузман Александр (2010)
- Магеррамов Абель Мамедали (2010)
- Эден Мамут (2010)
- Мухаммед Шахин (2011)
- Томас Эммер (2012)